# 5715 Крамер
5715 Крамер (5715 Kramer) — астероїд головного поясу, відкритий 22 вересня 1982 року.
Тіссеранів параметр щодо Юпітера — 3,170.